# Liste der denkmalgeschützten Objekte in Schlüßlberg
Die Liste der denkmalgeschützten Objekte in Schlüßlberg enthält die denkmalgeschützten, unbeweglichen Objekte der Gemeinde Schlüßlberg in Oberösterreich (Bezirk Grieskirchen).

## Denkmäler
| Foto |                 | Denkmal                                                                              | Standort                                              | Beschreibung                            | Metadaten |
| ---- | --------------- | ------------------------------------------------------------------------------------ | ----------------------------------------------------- | --------------------------------------- | --- |
| ja   | Datei hochladen | Haus Baumgartner und Presshaus, Hofbühne Tegernbach HERIS-ID: 46609 Objekt-ID: 48728 | Tegernbach 20 Standort KG: Pfleg                      |                                         | BDA-Hist.: Q38022847 Status: Bescheid Stand der BDA-Liste: 2025-06-30 Name: Haus Baumgartner und Presshaus, Hofbühne Tegernbach GstNr.: .42, 234/1 Haus Baumgartner-Hofbühne Tegernbach |
| ja   | Datei hochladen | Schloss Schlüßlberg, ehem. Burg Schlüßlberg HERIS-ID: 38516 Objekt-ID: 38092         | Sigmund-Spiegelfeld-Straße 1 Standort KG: Schlüßlberg | → Hauptartikel : Schloss Schlüßlberg f1 | BDA-Hist.: Q2243385 Status: Bescheid Stand der BDA-Liste: 2025-06-30 Name: Schloss Schlüßlberg, ehem. Burg Schlüßlberg GstNr.: 190 Schloss Schlüßlberg                                  |